# Ivry-sur-le-Lac
Ivry-sur-le-Lac es un municipio canadiense situado en la provincia de Quebec.

## Superficie
Ivry-sur-le-Lac tiene una superficie de 29,3 km².

## Demografía
En 2021, tenía 391 habitantes, una densidad poblacional de 13,3 hab./km², y 398 viviendas.